# Obzor (Zagreb, 1886.)
Obzor je bio hrvatski dnevnik iz Zagreba. Ove novine su počele izlaziti 1886., a prestale su izlaziti 1905. godine. Nastavak su zagrebačkog dnevnog lista Pozora. List je bio glavno glasilo Hrvatske stranke prava.
Bio je tiskan u Dioničkoj tiskari. 
Uređivali su ga Julijo Rorauer, Franjo Pečnjak, Mirko Derenčin, Gjuro Galec, Mile Maravić, Martin Polić, Vilim Dorotka, Ignjat Rancinger, Josip Pasarić, Budimir Blažeković, Slavo Šojat, Jovan Hranilović, Marijan Derenčin, M.Dežman, Teodor Crnković, Ivan Gršković i Klement Božić.
Na tradiciju Obzora nastavljaju se jutarnji i popodnevni Obzor.
Zbog političkih pritisaka između 1860. i 1886. i za vlasti bana Levina Raucha list je nekoliko puta mijenjao ime, varirajući u imenu Pozor i Obzor, a od 1. siječnja 1886. stalno izlazi pod ovim imenom sve do početka Drugog svjetskog rata.